# Nahoreanî, Ovruci
Nahoreanî (în ucraineană Нагоряни) este un sat în comuna Hlupleanî din raionul Ovruci, regiunea Jîtomîr, Ucraina.

## Demografie
Componența lingvistică a localității Nahoreanî
     Ucraineană (99,38%)
     Alte limbi (0,62%)
Conform recensământului din 2001, majoritatea populației localității Nahoreanî era vorbitoare de ucraineană (99,38%), existând în minoritate și vorbitori de alte limbi.